# Maxime Renahy
Pour les articles homonymes, voir Renahy.
Maxime Renahy, né le 20 juillet 1978 à Grande-Synthe (Nord) est un lanceur d'alerte et journaliste français ayant travaillé dans la finance à Jersey et au Luxembourg.

## Biographie

### Jeunesse et études
Son grand-père est résistant à partir de 1940. Son père est maoïste et vit plusieurs années dans la clandestinité ; il devient ensuite directeur d'un centre d'information jeunesse. Il est cousin de Jean Tirole.
Il effectue une partie de ses études en Angleterre, à Bristol, pour apprendre l'anglais, à partir de l'âge de 28 ans.

### Carrière dans la finance et à la DGSE
Il indique avoir effectué un séjour en Polynésie française en 2001, où il travaillait dans une ferme perlière codétenue par le père de sa petite-amie de l'époque. Se rendant compte que celui-ci manipule le copropriétaire polynésien, il aurait révélé la supercherie.
Le frère d'une amie lui aurait ensuite proposé d'aller travailler à Jersey, où l'un des plus gros cabinets d'avocats de l'île cherchait un francophone,. Il serait alors devenu administrateur de fonds de fiduciaire Mourant (filiale de State Street),,.
Le rachat du fabricant de valises Samsonite (Hénin-Beaumont) en juillet 2007, dont la production est ensuite délocalisée en Asie, est l'élément déclencheur qui l'amène à prendre contact avec les services de renseignement français DGSE.
En parallèle de ses activités professionnelles, il aurait transmis durant 5 ans des informations sensibles aux services de renseignement français DGSE.
Les échanges auraient alors été fréquents entre lui et les agents français, notamment via des clés USB chiffrées. Par la suite, il aurait étendu son espionnage à d'autres cabinets d'avocats via des soirées, et plus généralement les événements festifs fréquents sur l'île. Une fois muté au Grand-Duché du Luxembourg, il lui aurait été demandé de découvrir le montant des rétrocommissions potentiellement versées par les Britanniques dans divers dossiers d'armement. Ayant l'impression qu'il « ne servait pas l'intérêt de [ses] concitoyens, mais [...] d'autres multinationales et milliardaires français », il décide alors de quitter le monde financier et les services de renseignement pour aller travailler pour des ONG.

### Carrière de lanceur d'alerte
Afin de lutter contre l'évasion fiscale, il crée avec son frère Alexandre une association et le site Internet lanceuralerte.org permettant à d'autres lanceurs d'alerte de déposer des informations de manière anonyme, le but étant de les diffuser par la suite.
Début 2019, la Confédération paysanne accuse le groupe Lactalis d'avoir soustrait 2 milliards au fisc sur la base des travaux de Maxime Renahy,. En octobre 2020, Disclose publie une analyse des mécanismes financiers mis en place au profit de la société écran Nethuns à Luxembourg, détenue par la famille Besnier. Les auteurs estiment que ce mécanisme aurait permis d'économiser 220 millions en impôts au groupe Lactalis.

### Carrière d'auteur et journaliste
En 2019, dans le cadre d’une collaboration rémunérée avec Le Media, il dénonce une présumée évasion fiscale de BFM TV,,,. Le directeur de BFM TV, Alain Weill, lui répond dans Telerama que tout est légal et qu'« il n'y a aucune fraude fiscale derrière ça. ».
La même année, il participe à plusieurs actions en justice afin de forcer des multinationales et milliardaires à publier leurs comptes, dont une action en justice de L214 contre Bigard et une action contre Bernard Arnault portée par le Parti Communiste,,.
À la suite de l'incendie de l'usine Lubrizol à Rouen, il constate que cette entreprise est détenue depuis 2011 par Berkshire Hathaway, le fonds d'investissement de Warren Buffett, via une succession de holdings. Ce mécanisme permet de diminuer les impôts payés, de façon légale, par le biais de prêts intra-groupe,.
Le 24 juin 2020, dans le cadre de son travail d'investigation pour le Média, il publie une enquête sur l'évasion fiscale prétendument pratiquée par certains groupes d'EHPAD français, comme DomusVI. Dans la même étude, il avance qu'une partie de l'assurance-vie en France serait placée en offshore dans des investissements incontrôlables, dont possiblement dans des entreprises d'armement,.
En septembre 2020, il dévoile, « en épluchant des dizaines de documents accessibles depuis le registre des sociétés du Luxembourg », qu'Apollo Global Management, le principal actionnaire de Verallia (dont l'État français par le biais de la BPI possède également 7% environ) a effectué en janvier 2020 un virement de 559 millions d'euros d'une filiale luxembourgeoise « vers celle qui la possède aux îles Caïmans »,,. Or, quelques mois plus tard, en juin 2020, Verallia annonce une réorganisation de ses activités de production avec la suppression de 130 postes au sein de ses usines en France,.
Par ailleurs, il intervient régulièrement dans les médias pour sensibiliser l'opinion sur l'optimisation fiscale et l'évasion fiscale,,,.

## Publication
- Là où est l’argent, Paris, Les Arènes, 2019  (ISBN 978-2-35204-751-3)